# Steviopsis
Steviopsis, biljni rod iz porodice glavočika smješten u podtribus Alomiinae, dio tribusa Eupatorieae, potporodica Asteroideae. postoji 5 vrsta, sve iz Meksika

## Opis
Steviopsis je mali rod (King & Robinson 1971a), čiji je opis bio izvor nekih neslaganja. Tradicionalno su njezini članovi bili uključeni u Brickelliu zbog nekih zajedničkih značajki u izgledu, ali nedostaje joj povećana, dlakava osnova stila karakteristična za Brickelliu, a svi kromosomski izvještaji za njezine članove su x=10 umjesto x=9 koji se nalazi u Brickelliji. . Turner u svojoj obradi Eupatorieae iz Meksika smješta Asanthus i Brickelliastrum u Steviopsis [vrsta koju je Turner (1990.) opisao kao Steviopsis sada je smještena u Brickelliastrum], dok su King i Robinson u svojoj obradi plemena iz 1987. razdvojili ove kao i Discritogyne (King & Robinson 1971a). Molekularne analize (Schilling et al. 2013.) sugeriraju da je Discritogyne dio Steviopsisa, ali da su Asanthus i Brickelliastrum različiti. Kao što je opisano, Steviopsis karakteriziraju rašireni režnjevi vjenčića i prisutnost žlijezda na cipselama.

## Vrste
1. Steviopsis adenosperma (Sch.Bip.) B.L.Turner
2. Steviopsis amblyolepis (B.L.Rob.) R.M.King & H.Rob.
3. Steviopsis dryophila (B.L.Rob.) B.L.Turner
4. Steviopsis rapunculoides (DC.) R.M.King & H.Rob.
5. Steviopsis vigintiseta (DC.) R.M.King & H.Rob.

## Sinonimi
- Dyscritogyne R.M.King & H.Rob.; Phytologia 22: 158 (1971)